# Малая Неклиновка
Малая Неклиновка — село в Неклиновском районе Ростовской области.
Входит в состав Большенеклиновского сельского поселения.

## Население
| 2010 |
| ---- |
| 482  |

## Улицы
- ул. Заречная,
- пер. Павливка,
- пер. Степной.